# Črešnjevci
Črešnjevci este o localitate din comuna Gornja Radgona, Slovenia, cu o populație de 778 de locuitori.